# Ceratinops annulipes
Ceratinops annulipes är en spindelart som först beskrevs av Banks 1892.  Ceratinops annulipes ingår i släktet Ceratinops och familjen täckvävarspindlar. Inga underarter finns listade i Catalogue of Life.